# Fajez Karam
Fajez Karam (ur. 17 października 1948) – emerytowany libański generał, maronita.
W 1969 r. wstąpił do libańskiej armii, a trzy lata później ukończył akademię wojskową jako porucznik. Zajmował różne stanowiska kierownicze w armii, w tym szefa jednostek antyterrorystycznych i biura kontrwywiadu. Pod koniec wojny domowej w Libanie przebywał przez pięć miesięcy w syryjskiej niewoli. W 1990 r. przeszedł na emeryturę i wraz z gen. Michelem Aounem udał się na emigrację do Francji. Obaj powrócili do ojczyzny po wycofaniu się wojsk syryjskich w wyniku cedrowej rewolucji. Był prominentnym członkiem Wolnego Ruchu Patriotycznego. W 2005 r. kandydował do libańskiego parlamentu. 4 sierpnia 2010 r. został aresztowany przez libański wywiad pod zarzutem szpiegostwa na rzecz Izraela. Wraz z nim zatrzymano kilkadziesiąt innych osób, w tym wielu wojskowych.
Zobacz też: Karam (rodzina)